# ORBIS International

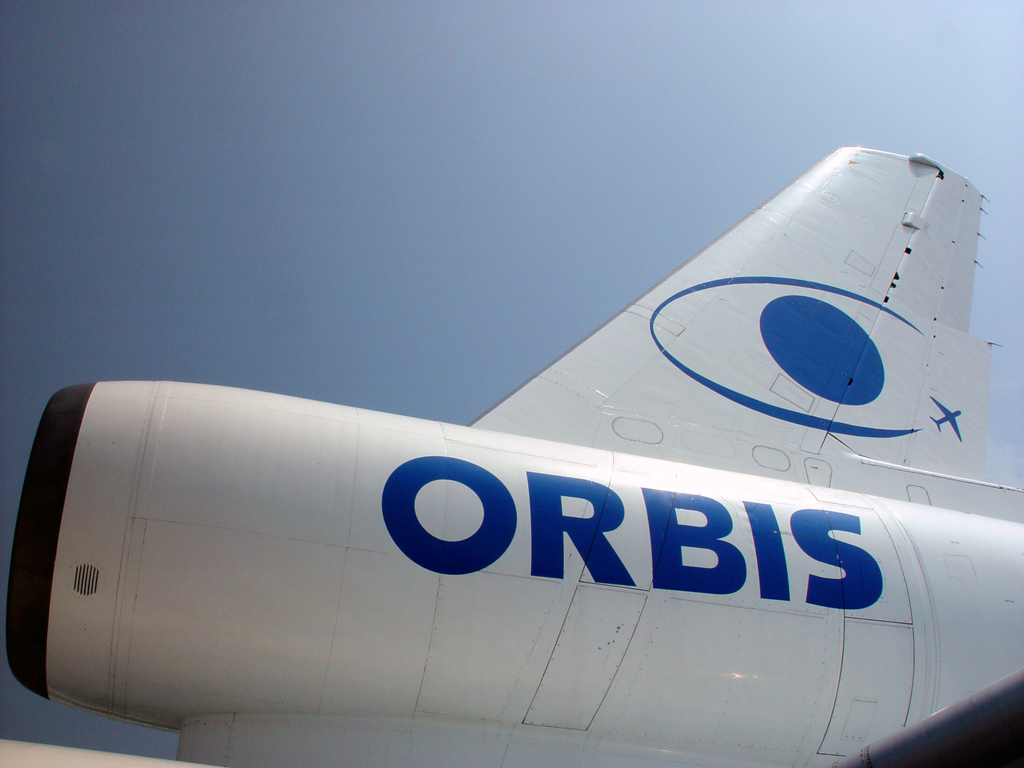
ORBIS DC-10:as stjärtfena och mittenmotor.

ORBIS International är en ideell organisation som koncentrerar sig på att förebygga blindhet och andra ögonsjukdomar i U-länder. Den är mest känd för sitt "flygande ögonsjukhus", för närvarande en Douglas DC-10. ORBIS huvudkvarter ligger i New York, med filialer i Houston, Ottawa, London, Hongkong och Taipei.

## Historia
ORBIS grundades 1982 med anslag från United States Agency for International Development och flera privata givare. Det första mobila ögonsjukhuset var en Douglas DC-8 (N220RB) som skänktes av United Airlines. DC-8:an besökte 24 länder under dess två första verksamma år.
Under det sena 1980-talet insåg man att det behövdes ett större flygplan. Med hjälp av privata donationer köpte ORBIS DC-10:an år 1992 och den började användas 1994 då DC-8 pensionerades.

## DC-10:an
Det flygande ögonsjukhuset är av modellen DC-10 och byggdes år 1970. Det var från början ett plan som McDonnell Douglas använde för testflygningar, men köptes senare av Laker Airways. Sedan hade det flera ägare innan ORBIS köpte det 1992 för 14 miljoner dollar. 
Det tog 18 månader att bygga om flygplanet för ändamålet och det kostade ytterligare 15 miljoner dollar. Dess första anhalt var Beijing, Kina där det anlände den 23 juli 1994.
Förutom förarkabinen har planet bland annat (från för till akter) ett klassrum , laserrum, operationssal, uppvak och längst akterut kommunikationscentralen. Operationssalen placerades medvetet i mitten av flygplanet då det är den mest stabil delen av planet vid dåligt väder.
Klassrummet har plats för 48 elever, som oftast är läkare från landet planet befinner sig i. 